# Гапич, Николай Иванович
Николай Иванович Гапич (1901—1964) — советский военачальник, генерал-майор войск связи (4.06.1940). Начальник Управления связи РККА (1940—1941), репрессирован в 1941 году, освобождён и реабилитирован в 1953 году.

## Молодость и Гражданская война
Родился 9 мая 1901 года в деревне Новая Алексеевка Благовещенского района Амурской области в семье русского крестьянина. В 1916 году окончил двухклассное железнодорожное училище, получил образование телеграфиста. Затем работал на железной дороге телеграфистом-надсмотрщиком.
В 1918 году — комиссар станции Ерофей Павлович. Осенью того же года арестован белогвардейцами. Затем насильственно мобилизован рядовым в армию А. В. Колчака.
После разгрома Сибирской армии 4 февраля 1920 года добровольно вступил в Красную Армию. Участник боевых действий в Сибири: оружейный инструктор стрелкового полка, с 15 февраля — адъютант начальника связи Забайкальского фронта и тыла, с 23 мая — начальник связи железнодорожного управления Восточно-Забайкальского фронта.
В июне 1920 года направлен на Юго-Западный фронт, где был назначен начальником связи железнодорожного направления фронта, затем командиром роты 8-й стрелковой дивизии.
С июня 1921 года вновь воевал в Сибири в войсках Дальневосточной республики с японскими интервентами, участвовал в подавлении Западно-Сибирского восстания: в июне — командир роты связи, затем командир телеграфного взвода этой роты и помощник командира дивизион связи; с августа — помощник начальника связи 3-й Амурской стрелковой дивизии; с сентября — начальник связи Особого Амурского стрелкового полка; с октября — помощник и временно исполняющий должность командира телеграфной роты штаба Главкома Сибири В. И. Шорина; с ноября — помощник командира 1-й отдельной телеграфно-строительной роты.

## Межвоенный период
По окончании боевых действий продолжил службу на Дальнем Востоке. С апреля 1922 — начальник команды связи 2-го отдельного стрелкового батальона пограничных войск. С августа 1922 — командир взвода 1-й роты связи. Затем служил в только что сформированной 1-й Забайкальской стрелковой дивизии: с сентября 1922 — помощник командира полка по технической части, а с ноября 1923 — порученец начальника связи дивизии. С мая 1924 — начальник команды связи 1-го Читинского стрелкового полка, а с ноября того же года — командир взвода связи того же полка. Затем учился во Владивостокской пехотной школе, по окончании которой в ноябре 1925 назначен командиром отдельной роты связи 1-й стрелковой дивизии. Член ВКП(б) с 1927 года.
1 октября 1927 зачислен слушателем на основной факультет Военной академии имени М. В. Фрунзе, которую окончил 1 мая 1930 и в том же месяце был назначен начальником штаба 9-го полка связи в Белорусском военном округе. С января 1931 исполнял должность помощника начальника связи Белорусского ВО, а в апреле был утверждён в этой должности. С 30 декабря 1932 по 22 февраля 1936 года — начальник войск связи Белорусского ВО.
С октября 1936 — слушатель Академии Генерального штаба РККА. В июне 1938 года окончил академию, и был в ней оставлен преподавателем кафедры оперативного искусства; с апреля 1940 — старший преподаватель той же кафедры. Здесь Гапич подготовил несколько учебников по службе связи, научных работ и получил звание доцента академии.
26 июля 1940 года назначен начальником Управления связи РККА. Ознакомившись с состоянием дел в Управлении, пришёл к выводу об огромном некомплекте техники связи в войсках. С октября 1940 по июнь 1941 года неоднократно обращался с докладами о необходимости срочного исправления дел на имя наркома обороны С. К. Тимошенко, начальников Генерального штаба К. А. Мерецкова и Г. К. Жукова, председателя Комитета обороны при СНК СССР К. Е. Ворошилова, но предлагаемые им меры не были реализованы. В результате с первых дней Великой Отечественной войны отсутствие должной связи на всех уровнях войск стало одной из важных причин потерь в управлении войсками и военных поражениях.

## Великая Отечественная война, арест, репрессии
Отстранен от должности 22 июля 1941 года. По воспоминаниям будущего маршала войск связи И. Т. Пересыпкина, это произошло в ходе доклада Н. И. Гапича И. В. Сталину о состоянии связи в войсках Через несколько дней назначен начальником связи Фронта резервных армий, прибыл на фронт, но в должность вступить не успел. Фронт был реорганизован в Резервный фронт, и прибывший новый командующий фронтом Г. К. Жуков назначил начальником войск связи фронта генерала И. Т. Булычева, а Н. И. Гапича — его заместителем. Арестован 6 августа 1941 года, по другим данным — 8 августа.
Долгое время находился под следствием. Сначала был обвинён в «преступном руководстве работой своего управления» — «не снабдил армию нужным количеством средств связи», что создало трудности в управлении войскам; «возглавляемое им Управление в первый же месяц войня с Германией не обеспечил нужд фронта и оказалось неспособным наладить бесперебойную связь с фронтами». Затем добавилось обвинение в участии в «военно-фашистском заговоре». После применения физического воздействия оговорил себя и признал, что с 1935 года является участником антисоветской организации в Белорусском военном округе, возглавлявшейся И. П. Уборевичем. Ещё позднее добавилось обвинение в работе на японскую разведку во время Гражданской войны и в выдаче тогда же белогвардейцам красных партизан. Затем Н. И. Гапич отказался от всех признательных показаний. Ввиду полной абсурдности обвинения в заговоре и в шпионаже были с него сняты. Приказом НКО СССР от 29 января 1944 года был уволен из Красной Армии.
Через 11 лет пребывания под следствием в тюрьме, 26 августа 1952 года Военной Коллегией Верховного суда СССР по статье 193 п. 17 УК РСФСР осуждён к 10 годам исправительно-трудовых лагерей. Постановлением Совета министров СССР от 2 октября 1952 года лишён воинского звания «генерал-майор». Для отбытия наказания направлен в город Нижнеудинск Иркутской области, где работал десятником на лесоповале.
Освобождён в июле 1953 года. Реабилитирован 28 июля 1953 года. 15 августа того же года Совет министров СССР отменил своё решение о лишении Н. И. Гапича воинского звания, и он был восстановлен в Советской Армии. После пребывания в распоряжении ГУК Министерства Вооружённых Сил СССР был уволен в запас 21 октября 1953 года по состоянию здоровья.. Жил в Москве, работал в аппарате Министерства связи СССР с 1956 года начальником инспекции, с 1961 — начальником 1-го управления.
Похоронен на Головинском кладбище Москвы.

## Воинские звания
- полковник (29.01.1936)
- комбриг (2.04.1940)
- генерал-майор (4.06.1940)[16]

## Награды
- Орден Ленина (1953)[15]
- Орден Красного Знамени (1941)[15]
- Медаль «За победу над Германией в Великой Отечественной войне 1941—1945 гг.»

## Сочинения
- Гапич Н. И. Служба связи в основных видах общевойскового боя (сд и ск). — Москва: Воениздат, 1940. — 304 с.
- Гапич Н. И. Некоторые мысли по вопросам управления и связи. // Военно-исторический журнал. — 1965. — № 7. — С.46—55.